# Parotis pyritalis
Parotis pyritalis là một loài bướm đêm trong họ Crambidae.